# Аношин Іван Семенович
Іван Семенович Аношин (нар. 17 листопада 1904 —1 вересня 1991) — радянський партійний і військовий діяч, генерал-лейтенант. Депутат Верховної Ради СРСР 1—2-го скликань. Депутат Верховної Ради РРФСР 1-го скликання. Член Центральної Ревізійної Комісії ВКП(б) у 1939—1952 роках. Член ЦК КП(б)У в 1949—1952 роках.

## Біографія
Народився в селі Шепелєвка Саратовської губернії (тепер Турковського району Саратовської області, РФ) у селянській родині. У квітні 1914 — жовтні 1917 р. — пастух сільської общини села Шепелєвки. У 1917 році закінчив двокласну початкову школу в рідному селі. У жовтні 1917 — травні 1918 р. — селянин в господарстві матері, у травні 1918 — жовтні 1919 р. — наймит у заможних селян села Шепелєвки. У 1919 році вступив до комсомолу.
У жовтні 1919 — квітні 1922 р. — переписувач волосного виконкому в селі Шепелєвці Балашовського повіту Саратовської губернії. У квітні 1922 — лютому 1925 р. — селянин в господарстві матері, секретар комсомольського осередку села.
У лютому — травні 1925 р. — секретар сільської ради села Мала Журавка Балашовського повіту Саратовської губернії. У травні 1925 — травні 1926 р. — відповідальний секретар волосного комітету ВЛКСМ у селі Красная Звезда Балашовського повіту. У травні — жовтні 1926 р. — відповідальний секретар волосного комітету ВЛКСМ у селі Макарово Балашовського повіту Саратовської губернії.
Член ВКП(б) з лютого 1926 року.
З 1926 року — у Червоній армії, прикордонних військах ОДПУ. У жовтні 1926 — березні 1927 р. — червоноармієць батальйону військ ОДПУ, в березні — жовтні 1927 р. — червоноармієць прикордонної застави ОДПУ. У жовтні 1927 — травні 1928 р. — секретар партійного бюро ВКП(б) комендатури ОДПУ. У травні — листопаді 1928 р. — відповідальний організатор груп сприяння партії прикордонного загону ОДПУ. У листопаді 1928 — грудні 1929 р. — політичний керівник-бібліотекар прикордонного дивізіону ОДПУ.
У грудні 1929 — травні 1930 р. — заступник завідувача організаційного відділу районного комітету ВКП(б), у травні — жовтні 1930 р. — завідувач відділу культури і пропаганди Махачкалинського міського комітету ВКП(б) Дагестанської АРСР.
У жовтні 1930 — вересні 1932 р. — слухач відділення підготовки кадрів Інституту червоної професури у Москві, у вересні 1932 — січні 1933 р. — слухач економічного відділення Інституту червоної професури.
У січні 1933 — лютому 1934 р. — завідувач відділу культури і пропаганди Читинського міського комітету ВКП(б), у лютому 1934 — лютому 1935 р. — інструктор промислово-транспортної групи Читинського міського комітету ВКП(б). У лютому — вересні 1935 р. — секретар партійного комітету ВКП(б) управління Північних залізниць.
У вересні 1935 — листопаді 1937 р. — слухач економічного відділення Інституту червоної професури у Москві.
У листопаді 1937 — квітні 1938 р. — інструктор відділу керівних партійних органів ЦК ВКП(б).
У квітні — липні 1938 р. — виконувач обов'язків, у липні 1938 — листопаді 1939 р. — 1-й секретар обласного комітету ВКП(б) Німців Поволжя та 1-й секретар Енгельського міського комітету ВКП(б).
У листопаді 1939 — грудні 1942 р. — 1-й секретар Башкирського обласного комітету ВКП(б).
Учасник німецько-радянської війни. У 1942 — серпні 1943 р. — начальник політичного відділу 43-ї армії Західного і Калінінського фронтів. У листопаді 1943 році закінчив курси вдосконалення вищого політичного складу при Військовій академії імені Фрунзе у Москві.
У листопаді 1943 — травні 1944 р. — член Військової Ради 37-ї армії 1-го і 2-го Українських фронтів. У травні 1944 — вересні 1945 р. — начальник Політичного управління 3-го Українського фронту.
У вересні 1945 — січні 1947 р. — начальник Політичного управління Південної групи військ.
У січні — жовтні 1947 р. — начальник Політичного управління Московського військового округу.
У жовтні 1947 — липні 1950 р. — член Військової Ради — заступник командувача військ Одеського військового округу з політичної частини.
У липні 1950 — червні 1953 р. — член Військової Ради Далекосхідного військового округу.
У червні 1953 — листопаді 1955 р. — слухач Вищої військової академії Генерального штабу імені Ворошилова. У листопаді 1955 — квітні 1956 р. — в розпорядженні Головного політичного управління Міністерства оборони СРСР. У квітні — грудні 1956 р. — заступник з політичної частини начальника військ зв'язку Міністерства оборони СРСР.
У грудні 1956 — 1957 р. — заступник Головного військового радника Народно-визвольної армії Китаю з політичної частини, старший радник начальника Головного політичного управління Народно-визвольної армії Китаю.
У 1957 — 1961 р. — заступник начальника Топографічного управління Генерального Штабу Збройних Сил СРСР з політичної частини.
У 1961 — 1968 р. — старший інспектор Головного політичного управління Радянської Армії і Військово-морського Флоту.
З 1968 р. — у відставці.
Проживав у Москві. Похований на Троєкуровському кладовищі.

## Звання
- генерал-майор (20.04.1944)
- генерал-лейтенант (19.04.1945)

## Нагороди
- орден Леніна (13.09.1944)
- орден Червоного Прапора (19.3.1944)
- орден Богдана Хмельницького 1-го ст. (29.06.1945)
- орден Кутузова 1-го ст. (28.04.1945)
- орден Вітчизняної війни 1-го ст. (6.04.1985)
- два ордени Червоної Зірки
- ордени
- медалі
- почесний громадянин міста Енгельса (1989)